# Hildesheim (stad)
Hildesheim is een stad in de Duitse deelstaat Nedersaksen. De stad telde eind 2020 101.055 inwoners en ligt ca. 30 km ten zuidoosten van Hannover aan het riviertje de Innerste, een zijrivier van de Leine. Het is de Kreisstadt van de gelijknamige Landkreis, het is tevens een Große selbständige Stadt en zetel van een katholiek bisdom.

## Geschiedenis
Hildesheim werd in 815 gesticht als bisschopsstad. De stad werd het centrum van het prinsbisdom Hildesheim, en bezit liefst vijf romaanse kerken, waaronder de (herbouwde) Mariendom en de Michaeliskirche, die beide op de Werelderfgoedlijst van de UNESCO staan. Een andere kerk, de gotische Andreaskerk, valt op door zijn 115 m hoge toren, de hoogste van Nedersaksen en een van de hoogste kerktorens ter wereld.
Vanaf 1935 werden ten westen van de stad, in de speciaal daarvoor door Adolf Hitlers Derde Rijk aangelegde wijk Hildesheimer Wald de Trillke-fabrieken gebouwd. Zij waren eigendom van het Bosch-concern. De fabrieken, waar ook duizenden dwangarbeiders te werk zijn gesteld,  produceerden motoren en ander technische onderdelen voor legervoertuigen. De fabrieken werden na de Tweede Wereldoorlog tot omstreeks 1990 gebruikt voor de productie van radio's en autoradio's van het merk Blaupunkt. De fabrieken, gevestigd in het stadsdeel Neuhof/Hildesheimer Wald/Marienrode, zijn tot op de huidige dag in gebruik bij het Bosch-concern.
Hildesheim en zijn historische binnenstad leden op 22 maart 1945 grote schade door geallieerde luchtbombardementen. Het grootste deel van het centrum bestaat dan ook uit naoorlogse bouwwerken. De Marktplatz met zijn vakwerkbouwhuizen werd zorgvuldig gereconstrueerd. Pronkstuk op dit plein is het gotische houten Knochenhaueramtshaus uit 1529 (herbouwd vanaf 1986).
De zilverschat van Hildesheim is een verzameling van 62 stuks zilveren tafelgerei uit de 1e eeuw, gevonden in 1868. De voorwerpen bevinden zich in de Staatliche Museen in Berlijn.

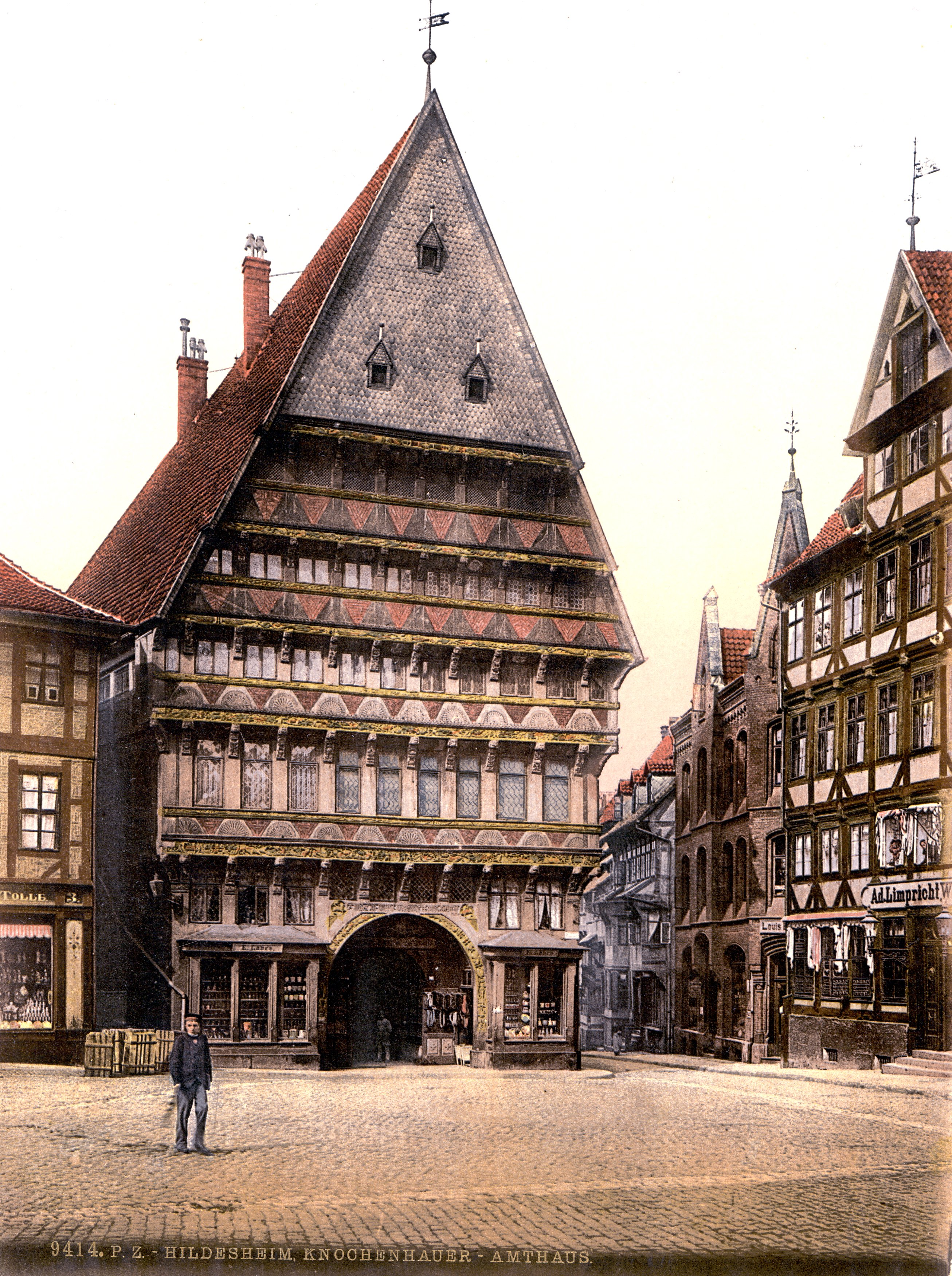
Het Knochenhaueramtshaus uit  1529 op de Marktplatz (ca.1900)
Het in 1587 gebouwde Kaiserhaus (ca.1900)
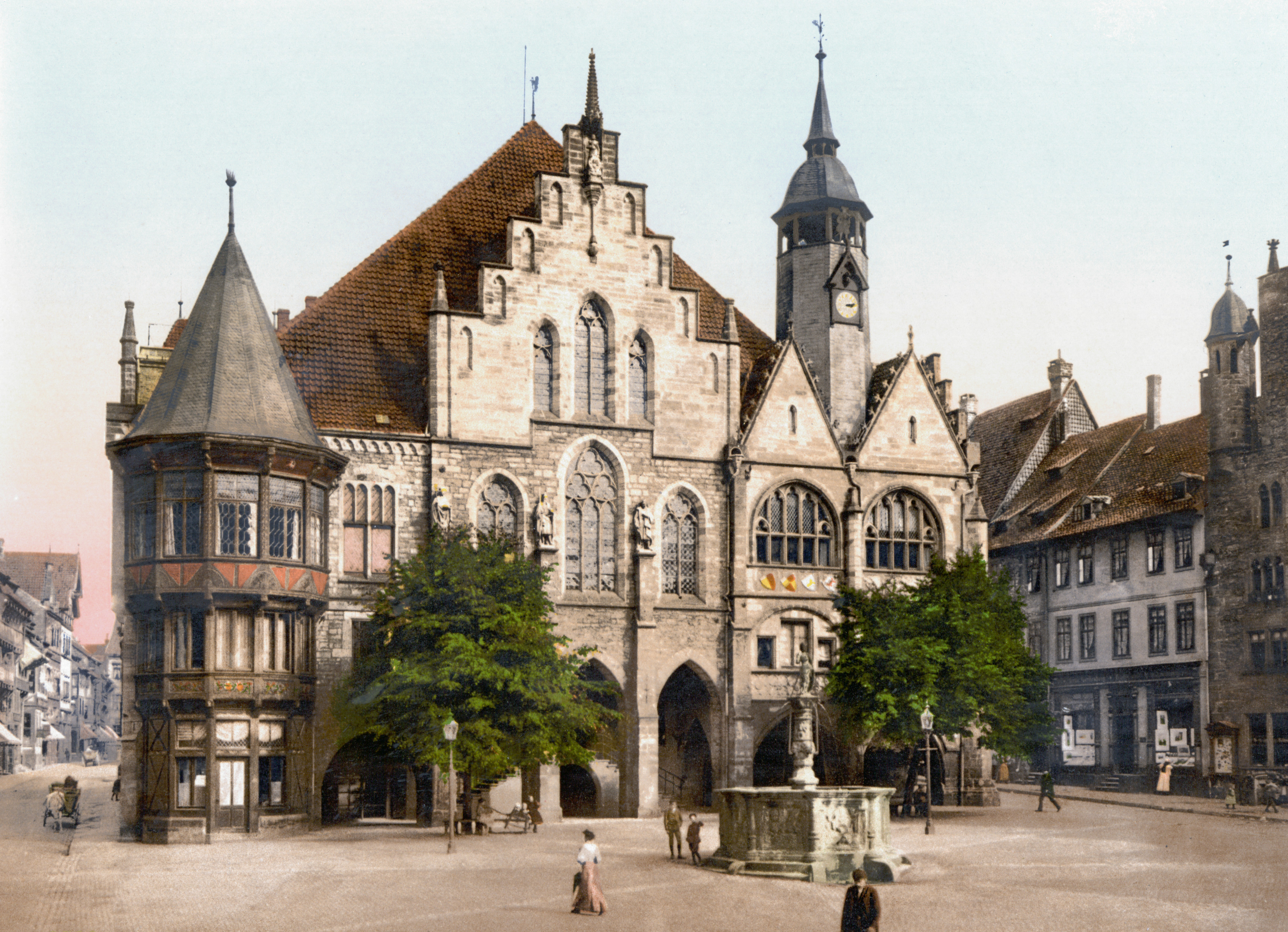
Het Hildesheimer stadhuis (ca.1900)
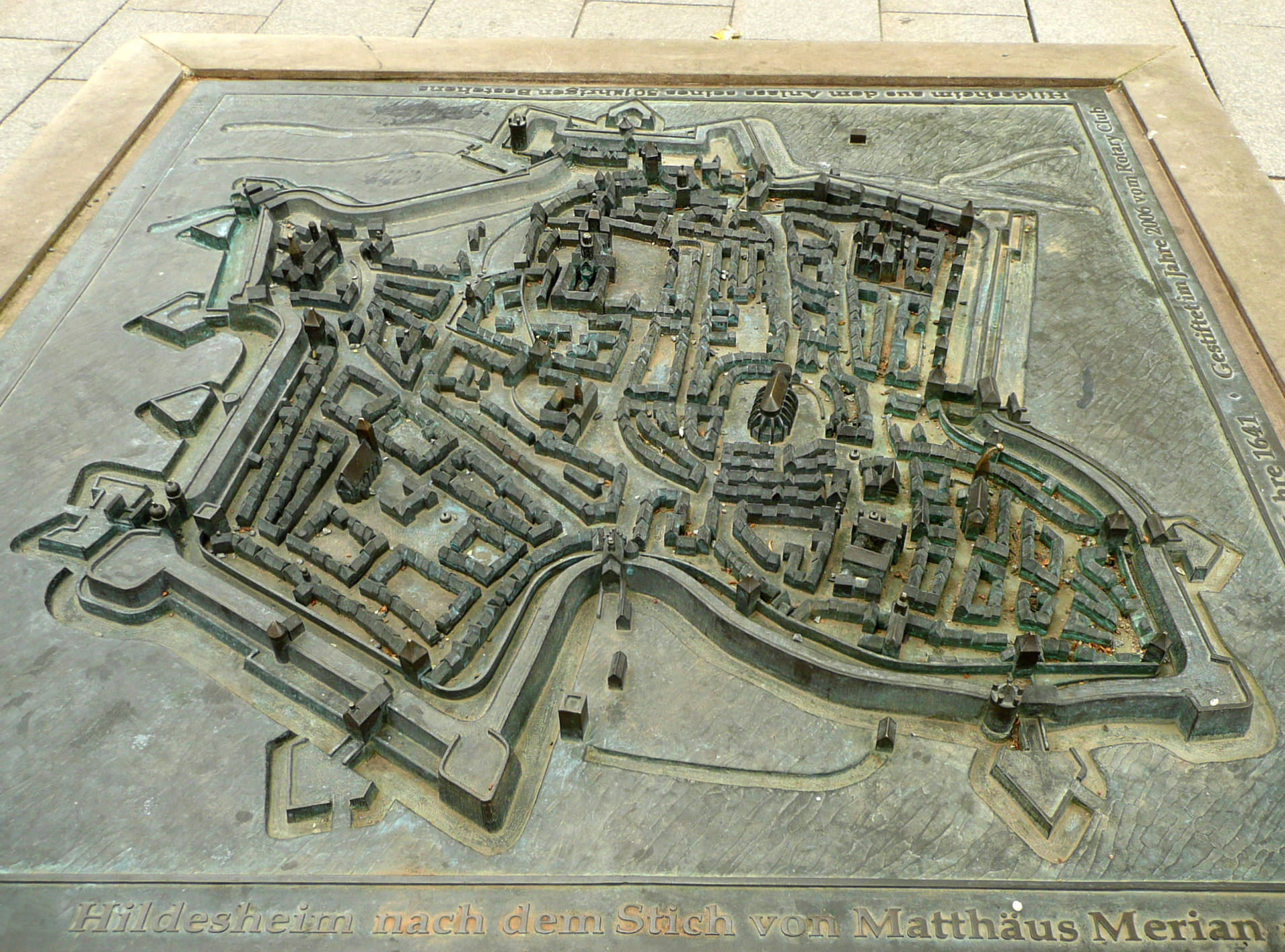
Straatreliëf naar een Merian-ets uit de 17e eeuw
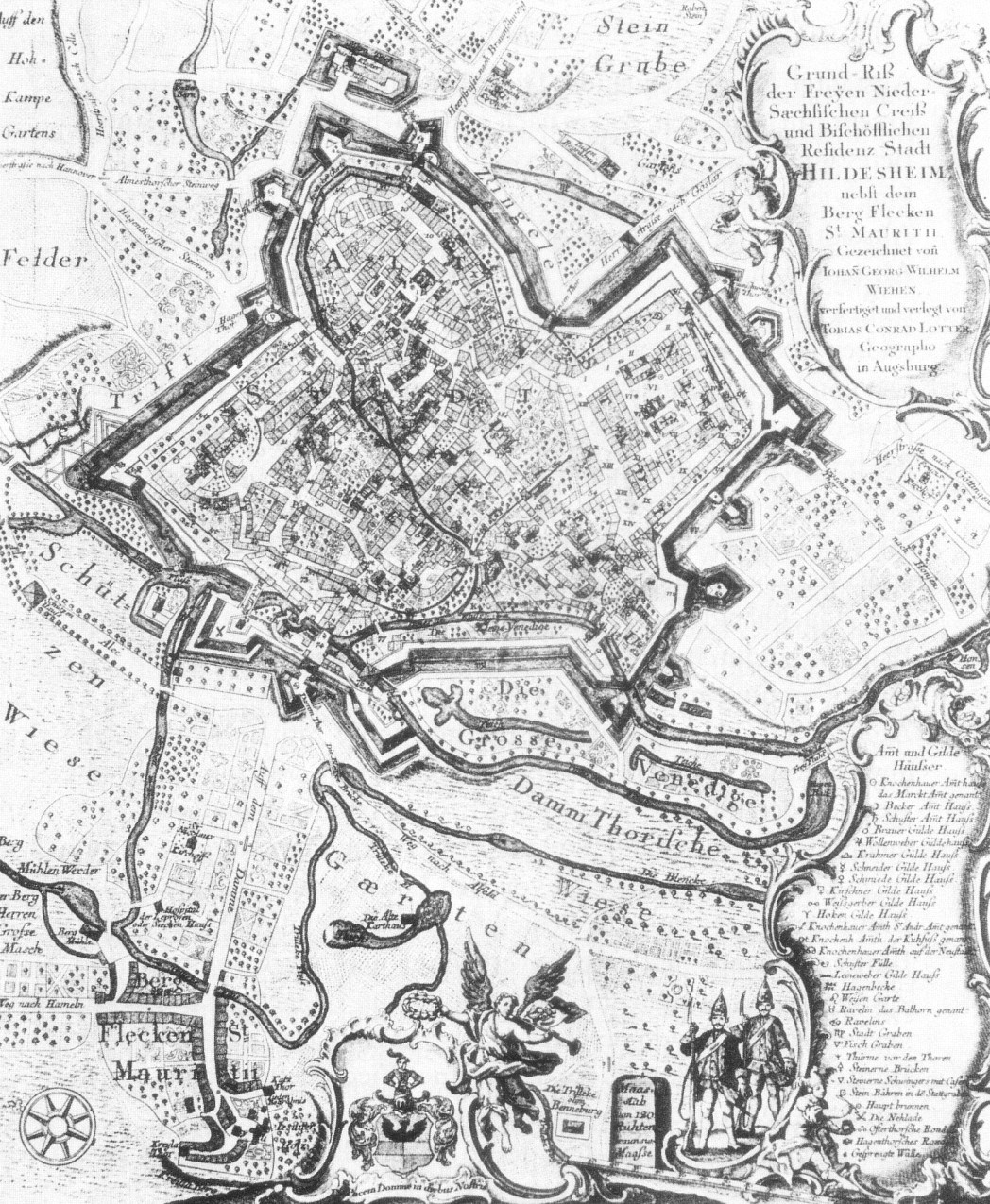
Stadsplattegrond uit 1750
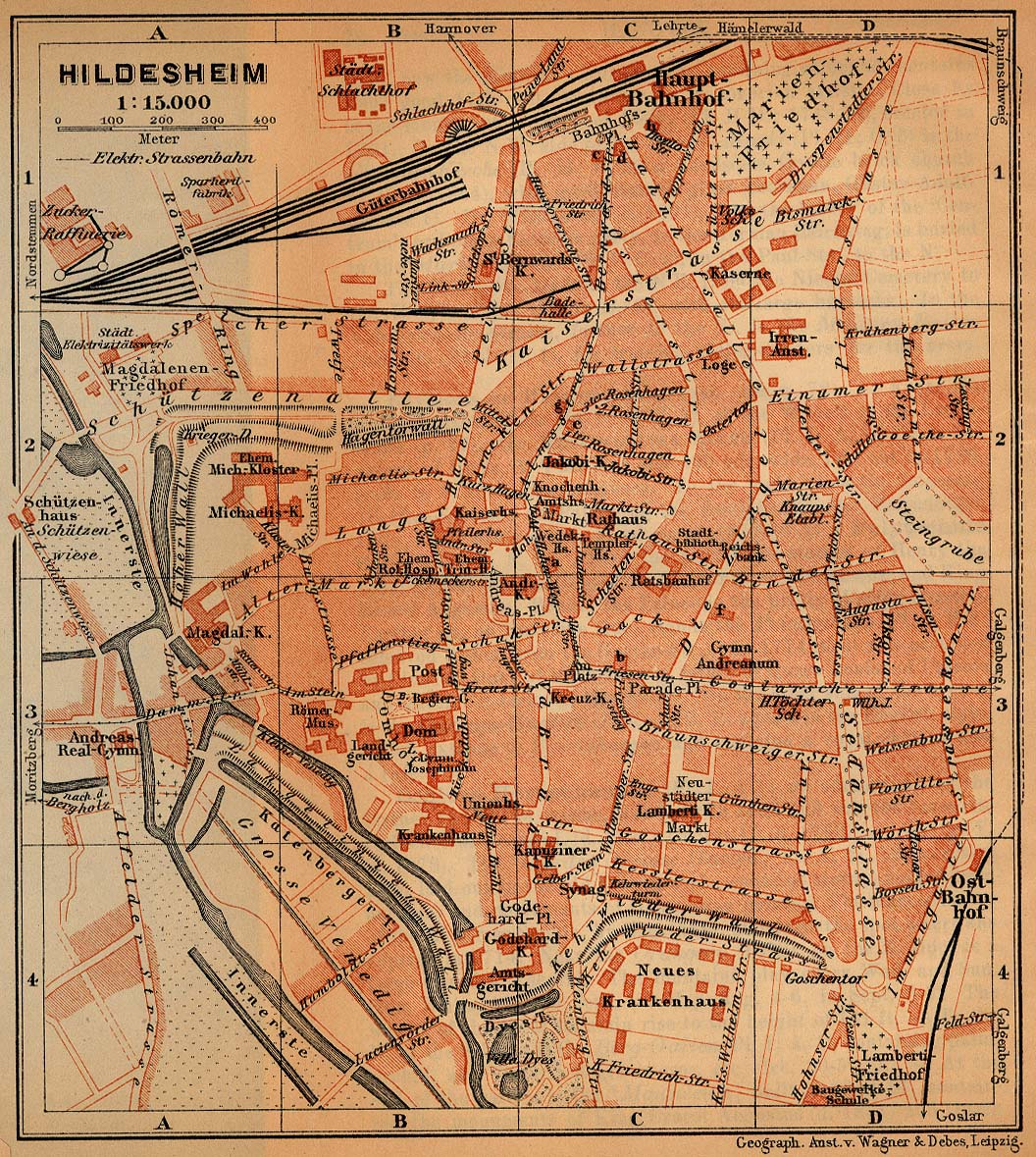
Stadsplattegrond uit 1910

## Indeling van de gemeente Hildesheim

De stadsdelen van Hildesheim. Sorsum is rood gemarkeerd.

De gemeente is ingedeeld in 14 Ortschaften, 9 voormalige zelfstandige gemeenten en 5 delen van de eigenlijke stad.
Voormalige zelfstandige gemeenten:
- Achtum-Uppen
- Bavenstedt
- Drispenstedt
- Einum
- Himmelsthür
- Itzum-Marienburg
- Neuhof met Hildesheimer Wald / Marienrode
- Ochtersum
- Sorsum

Wijken van de eigenlijke stad:
- Galgenberg en Marienburger Höhe
- Mitte met de Neustadt Hildesheim
- Moritzberg
- Nordstadt met Steuerwald
- Oststadt

## Economie
Ten westen van de stad, in het Hildesheimer Wald,  staat een fabriek van voorheen Bosch waar o.a. autoradio's e.d. worden gemaakt.
Ook Coca-Cola heeft te Hildesheim een vestiging.
Enkele andere concerns en supermarktketens hebben in Hildesheim een distributiecentrum.
Andere grote fabrieken in de stad maken autogiro's en gegoten metalen halfproducten o.a. voor de auto-industrie.
Vanwege de historische en culturele monumenten trekt Hildesheim veel bezoekers. Het toerisme heeft voor Hildesheim economische betekenis.
Sinds 2009 heeft Hildesheim op de Innerste een waterkrachtcentrale.
Hildesheim heeft sinds 1989 een universiteit. Deze trekt in de dienstensector kleine ondernemingen aan, en is zelf ook een bron van werkgelegenheid.

## Cultuur

### Bezienswaardigheden
- Het St. Michaeliscomplex van kerk en bisschoppelijke residentie, 11e eeuw; na verwoesting in de Tweede Wereldoorlog nauwkeurig gereconstrueerd en herbouwd
- De Dom van Hildesheim met de bronzen Bernwardsdeur (1015) en de bronzen Bernwardszuil (13e eeuw).
- Het in 1844 opgerichte Roemer-und-Pelizaeus-museum met een beroemde collectie Egyptische  en precolumbiaanse Peruviaanse oudheden.
- Van de oude vakwerkhuizen in het centrum zijn er in de Tweede Wereldoorlog vele verloren gegaan; het Wernerhaus bleef echter gespaard.
- Van de middeleeuwse stadsomwalling is de toren Kehrwiederturm bewaard gebleven.
- Ten westen van de stad, voorbij de Bosch-bedrijfsgebouwen, strekt zich het Hildesheimer Wald uit. Deze beboste heuvelrug behoort tot het Leinebergland en is een geliefd wandelgebied voor de inwoners van stad en omgeving. Op enkele punten kan men van fraaie uitzichten genieten.

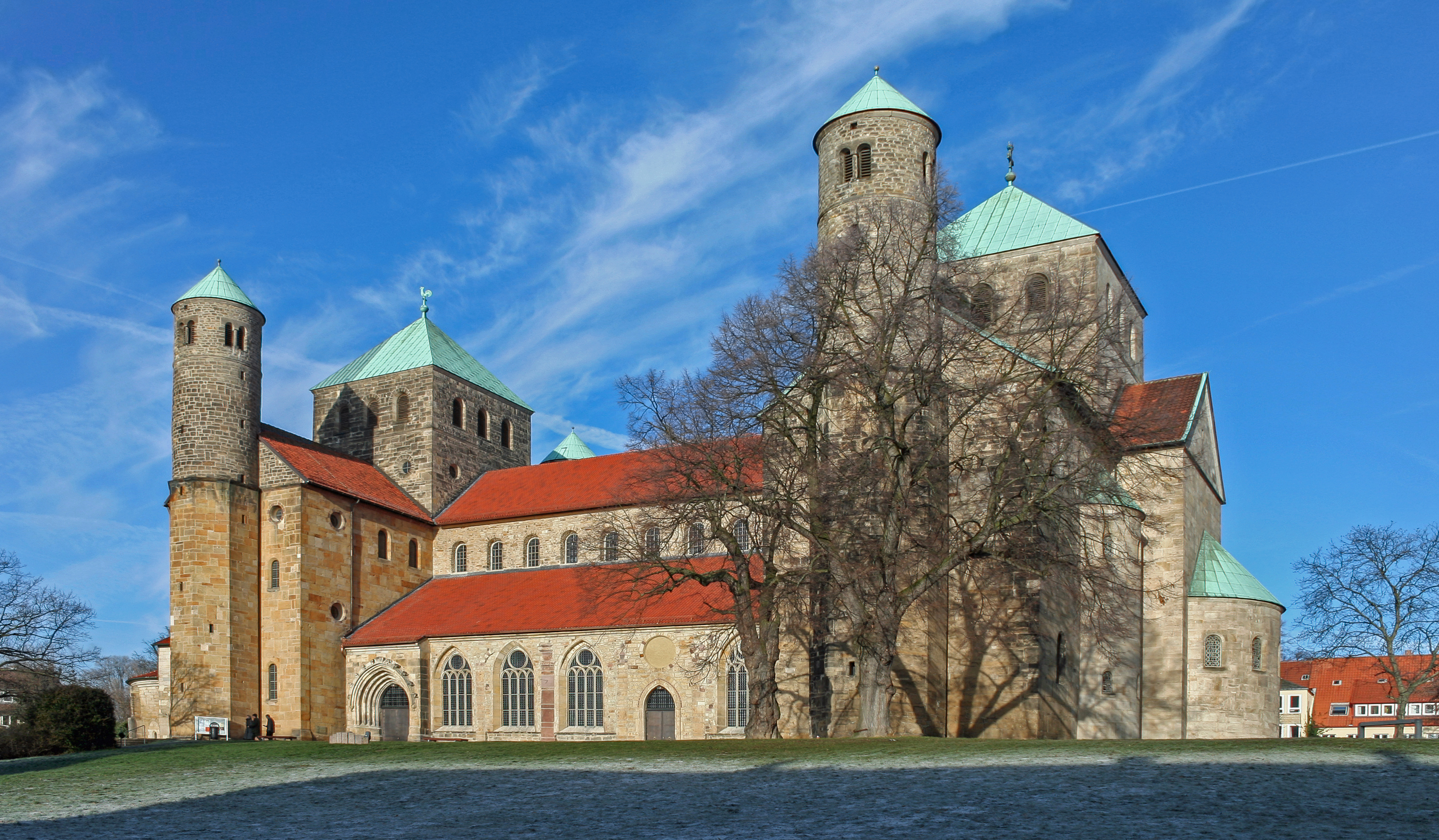
De Michaeliskerk
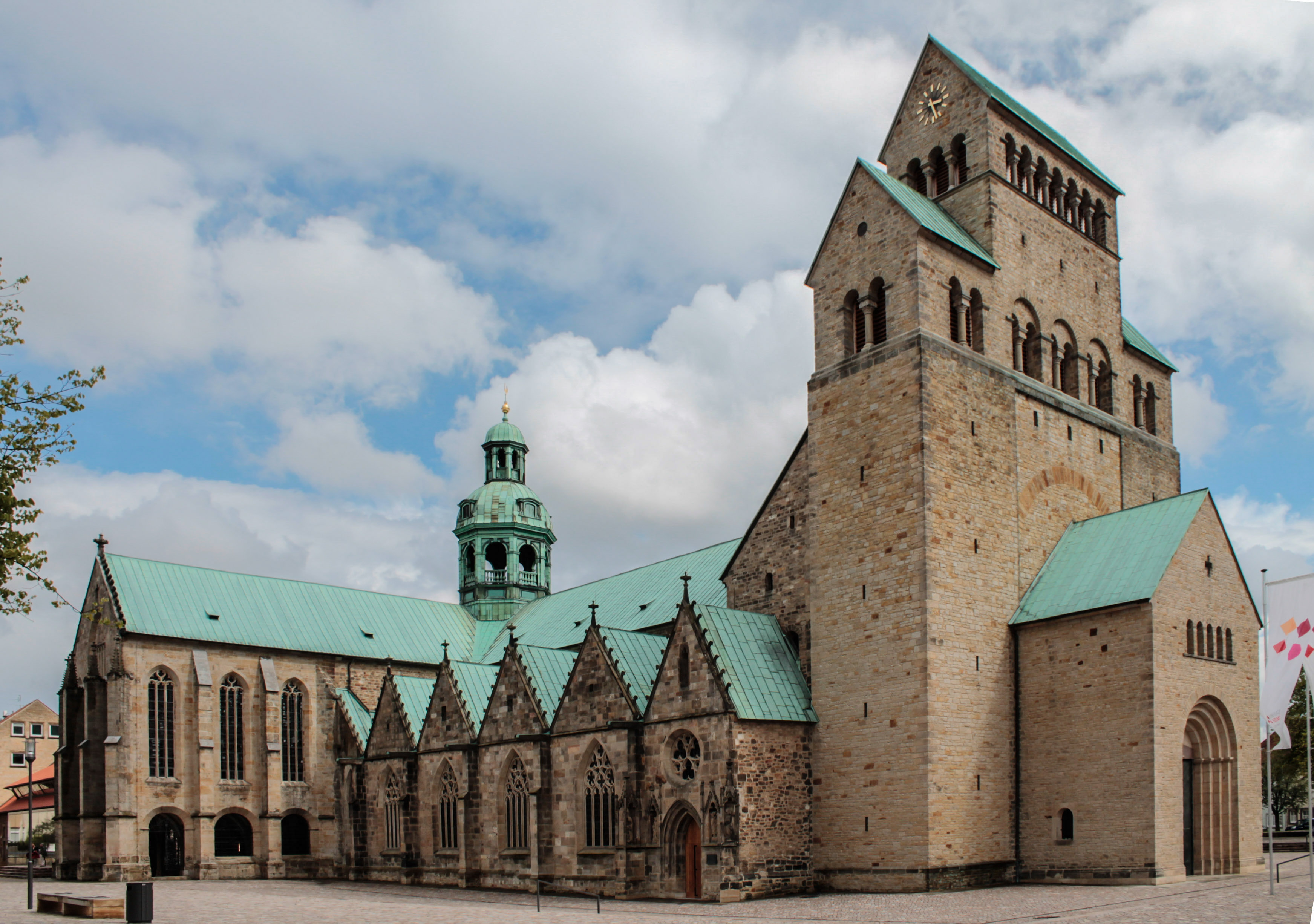
De Dom van Hildesheim
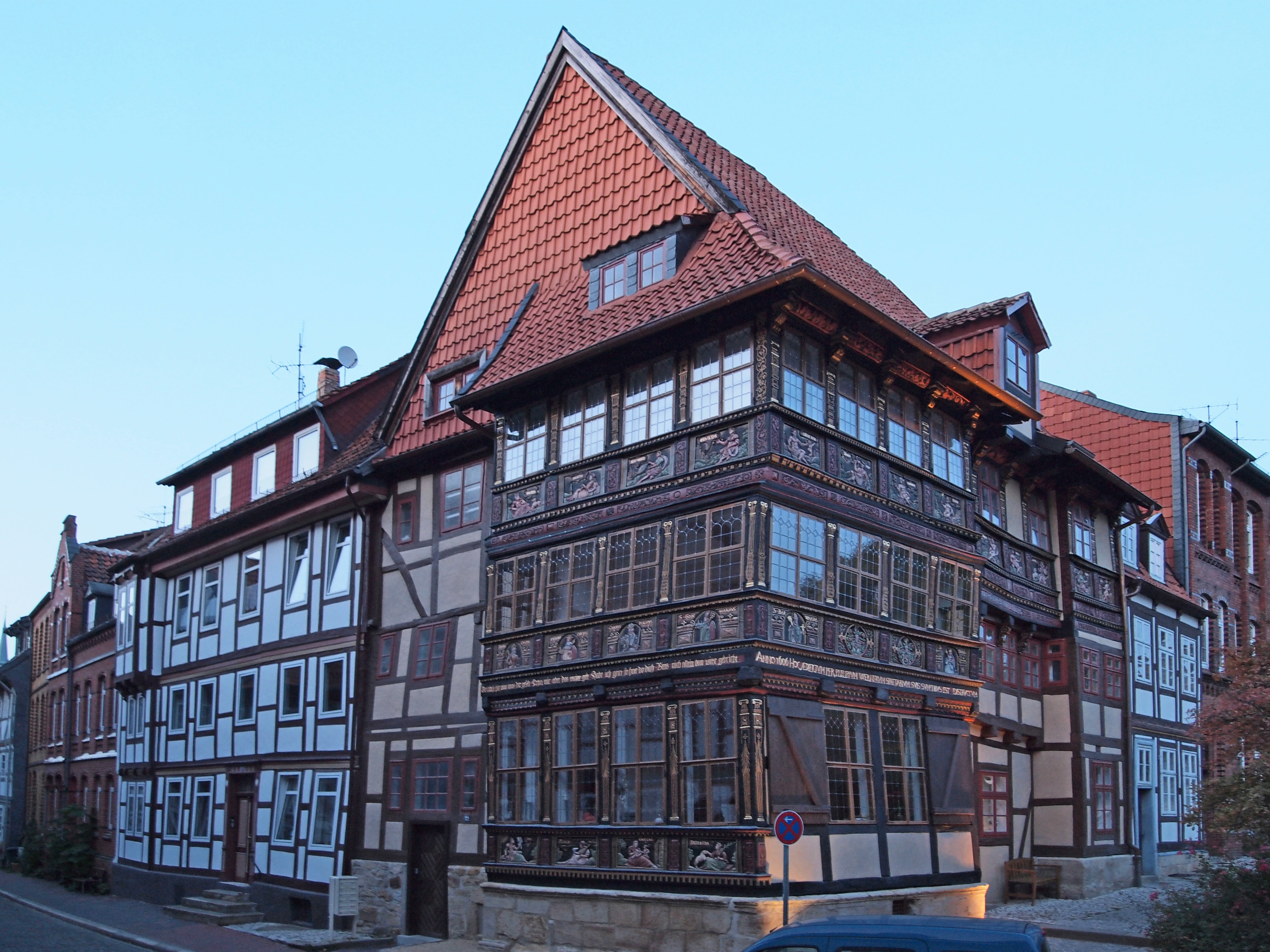
Het Wernersche Haus (1606) na de renovatie van 2011
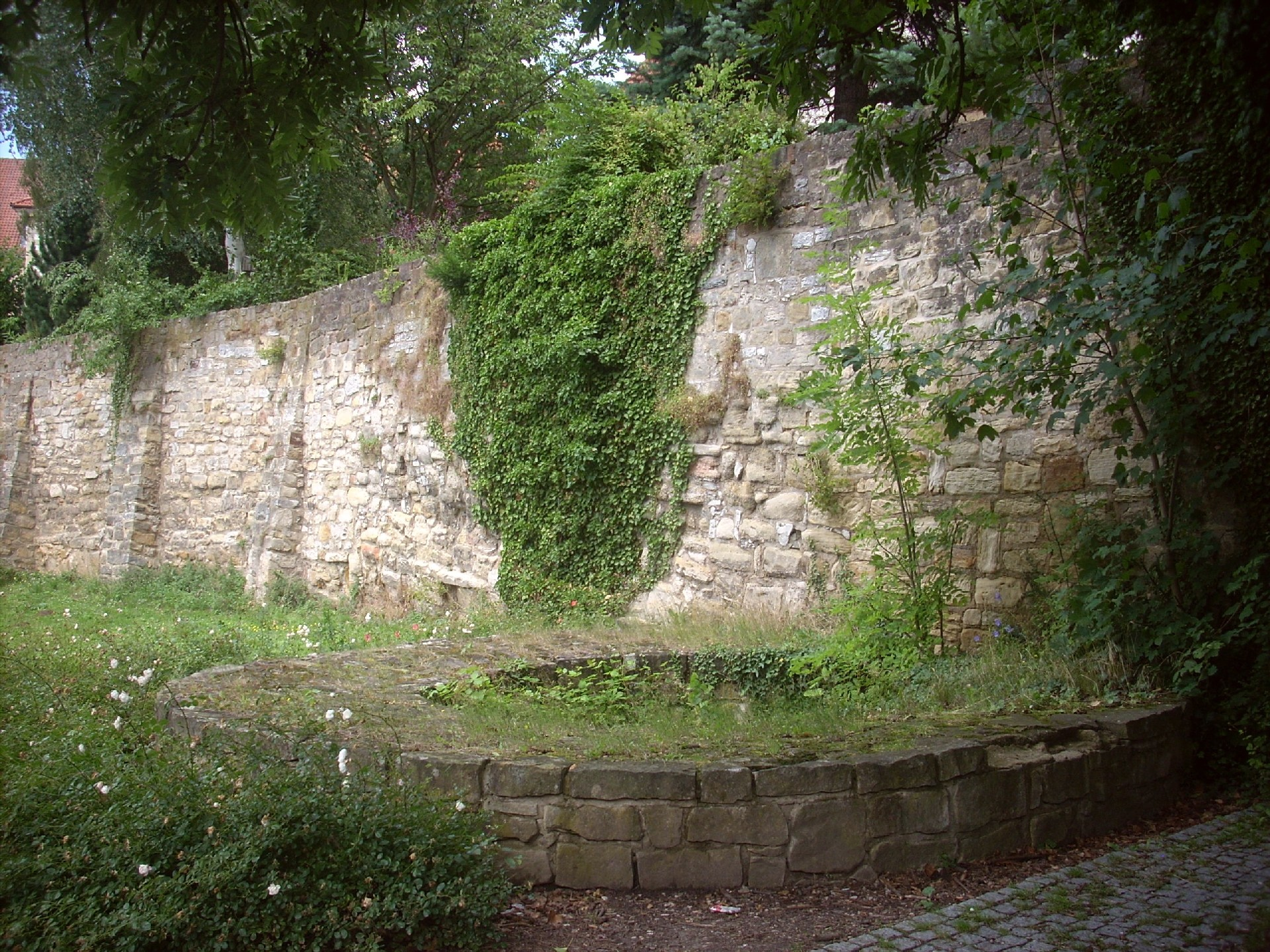
Restant van de stadsmuur bij de Domhof (anno 1000)

## Ligging, verkeer, vervoer

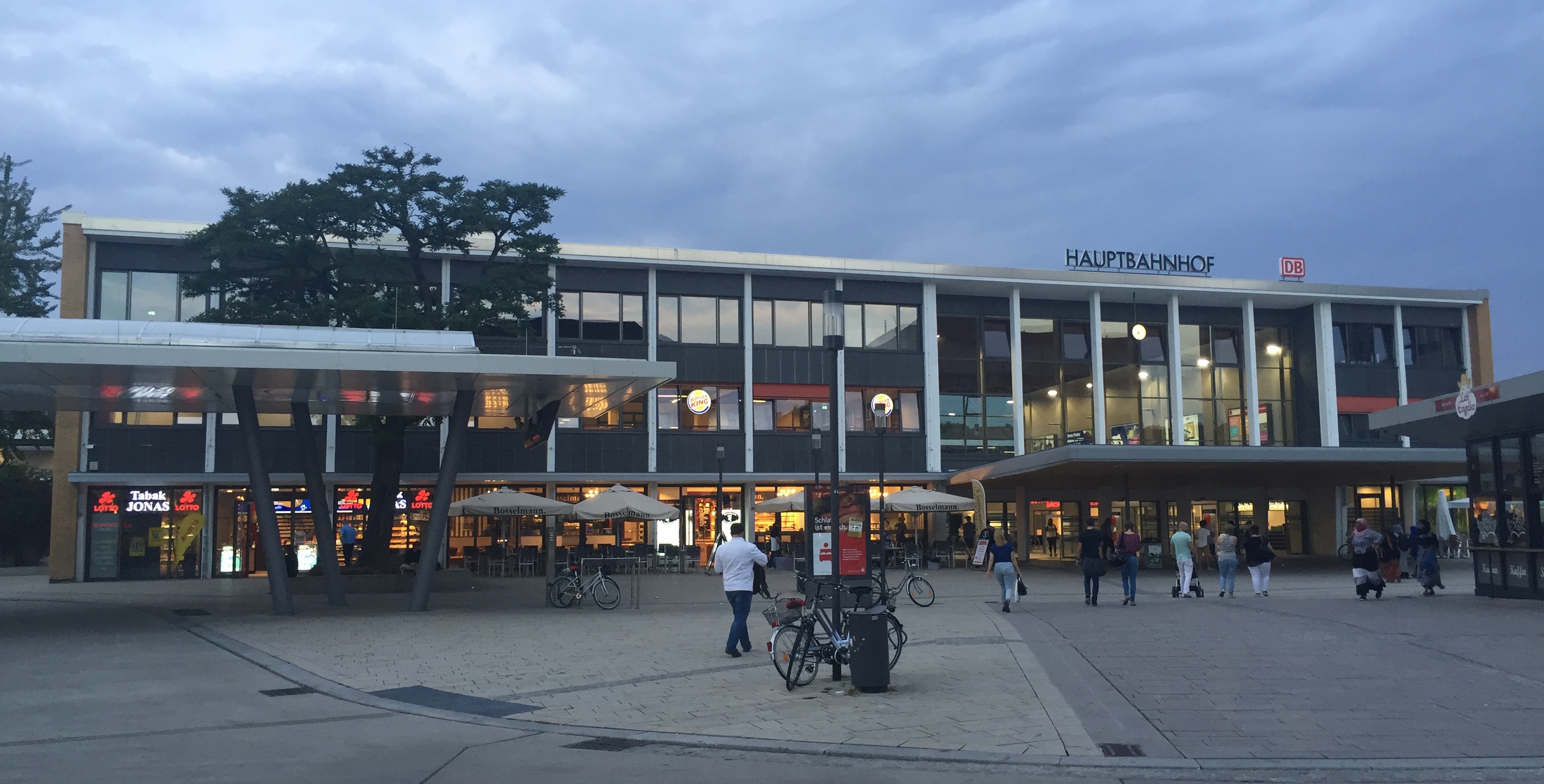
Het in 2016 gerenoveerde station Hildesheim Hbf

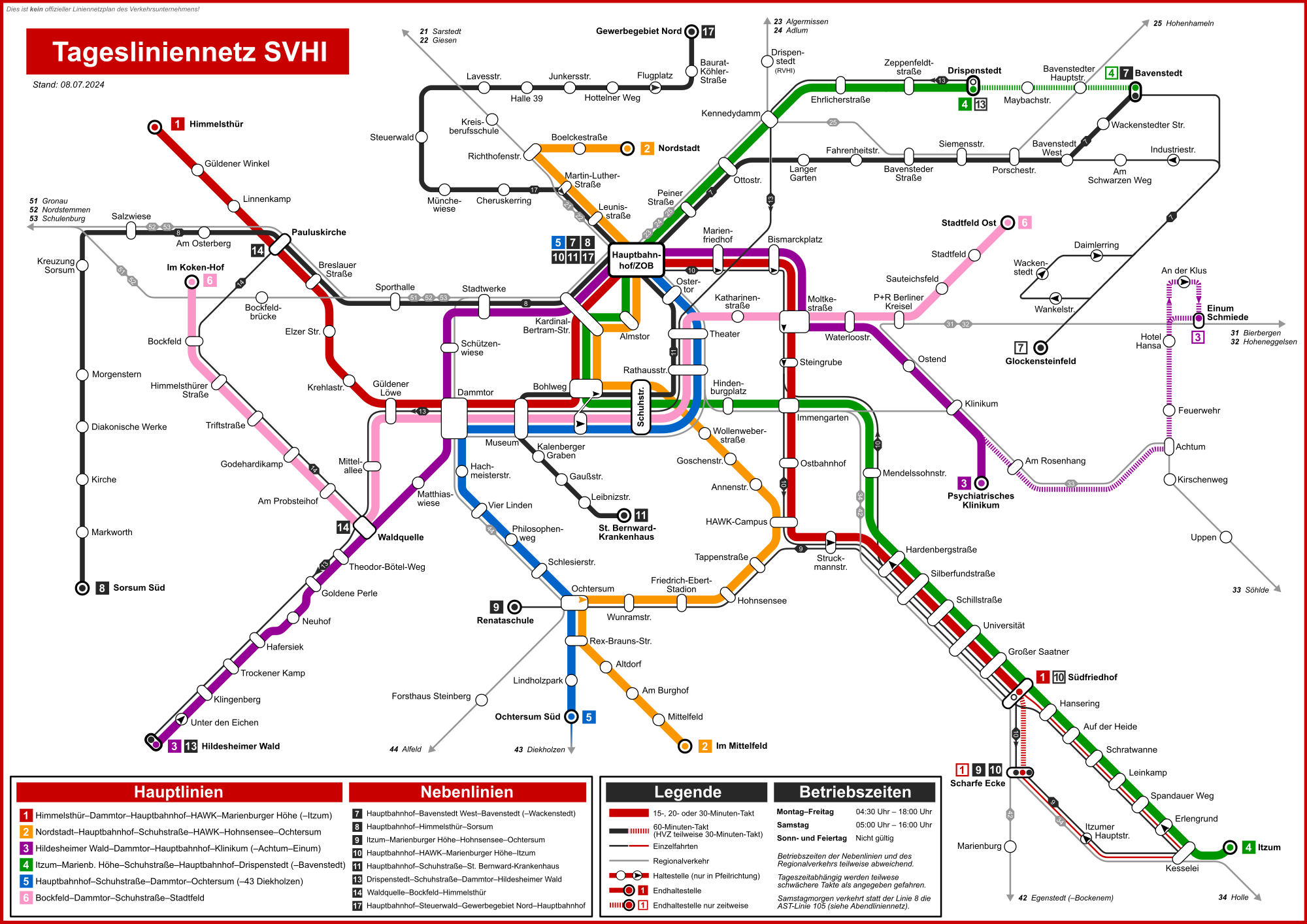
Lijnennetkaart stadsbussen Hildesheim (juni 2021)

Hildesheim ligt ca. 30 km ten zuidoosten van de landshoofdstad Hannover. Ca. 20 km oostelijk ligt Salzgitter, ca. 45 km westelijk ligt Hamelen. Ten zuiden van Hildesheim ligt een aantrekkelijk, deels met bos bedekt heuvelland. 

### Wegverkeer
De Bundesstraßen 1, 6 en 494 komen te Hildesheim bijeen. Ten oosten van de stad sluit de Bundesstraße 1 op de Autobahn A7 (Hannover - Kassel) aan.

### Trein- en busverkeer
Station Hildesheim is gelegen aan de spoorlijn naar Hannover. Er stoppen zowel intercity's als regionale treinen als ook treinen van de S-Bahn van Hannover.

### Scheepvaart
Hildesheim heeft sinds in 1928 het Stichkanal Hildesheim gereedkwam, een binnenhaven. Het Stichkanal Hildesheim is 15 km lang en verbindt de stad voor de binnenscheepvaart met het Mittellandkanaal, waarin het nabij Sehnde na het passeren van een sluis uitkomt.
Verder ligt Hildesheim aan de rivier de Innerste, die voor grote schepen niet bevaarbaar is en waarvan grote delen van de oevers natuurreservaat zijn.

### Vliegveld
Hildesheim beschikt sinds 1926 over een klein vliegveld. Eerst gebruikte de Luftwaffe het vliegveld. Na de Tweede Wereldoorlog werd het overgenomen door de Britse luchtmacht. Het veld bezit twee start- en landingsbanen, die beide 1.220 meter lang zijn: één geasfalteerde baan en één graspiste. Flugplatz Hildesheim, Engels: Airport Hildesheim, bevindt zich 3 km ten noorden van het centrum van de stad en is per stadsbus bereikbaar. Er is een vliegschool, waar men kan leren, ULV's  en autogiro's te besturen.
Het heeft de ICAO-code EDVM en de IATA-code ZNO.
Op 1 oktober 1993 verlieten de Britten het vliegveld. Omdat het Duitse leger het vliegveld niet heeft overgenomen, ging het over in particuliere handen. Het vliegveld wordt nu voornamelijk gebruikt door chartervliegtuigen en privévliegtuigen. Ook worden er op het vliegveld festivals georganiseerd zoals het M'era luna festival.

## Stedenbanden
Hildesheim heeft stedenbanden met:
- Angoulême (Frankrijk), sinds 1965
- Minya (Egypte), sinds 1975
- Weston-super-Mare (Verenigd Koninkrijk), sinds 1983
- Padang (Indonesië), sinds 1989
- Gelendzjik (Rusland), sinds 1992
- North Somerset (Verenigd Koninkrijk), sinds 1997
- Pavia (Italië), sinds 2007

## Bekende inwoners van Hildesheim

### Geboren
- Leo van Vercelli (ca.965-1026), graaf-bisschop en rijksbisschop van Vercelli
- Wilhelm Pelizaeus (1851-1930), zakenman en mecenas, diplomaat in Egypte, stichter van het Roemer und Pelizaeus Museum
- Hans Krebs (1900-1981), Duits-Engels biochemicus, arts en Nobelprijswinnaar (1953)
- Klaus Berger (1940-2020), theoloog, exegeet en publicist
- Anton Plate (1950-2023), componist, muziekpedagoog en dirigent
- Susanne Hahn (1978), marathonloopster

### Overleden
- Jan Versteegt (1889-1945), Nederlands predikant en verzetsman
- Oskar Schindler (1908-1974), industrieel

## Galerij

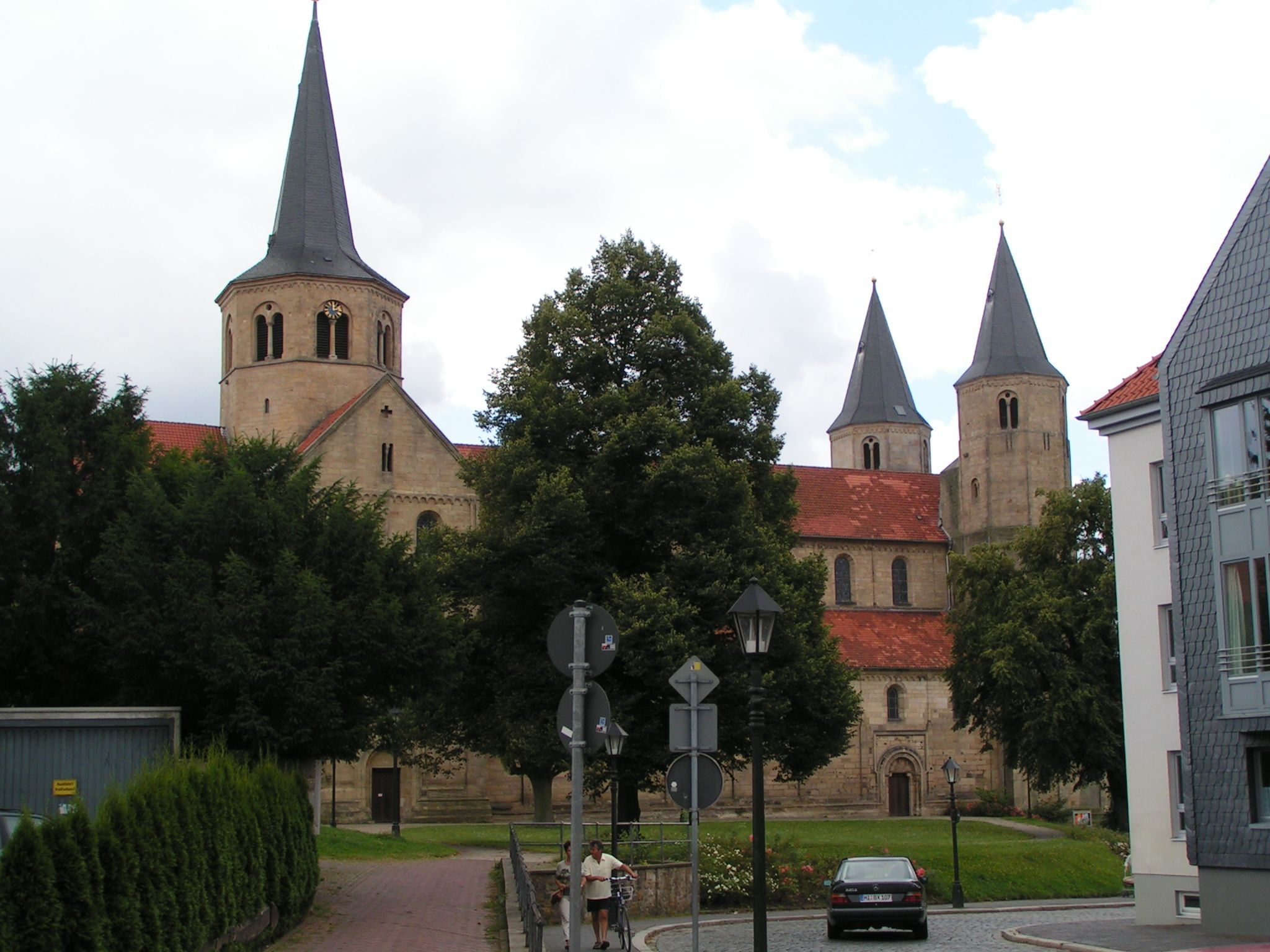
St.-Godehard-Basilica
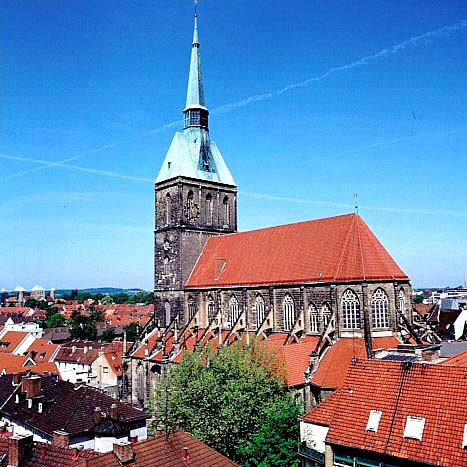
St. Andreaskerk
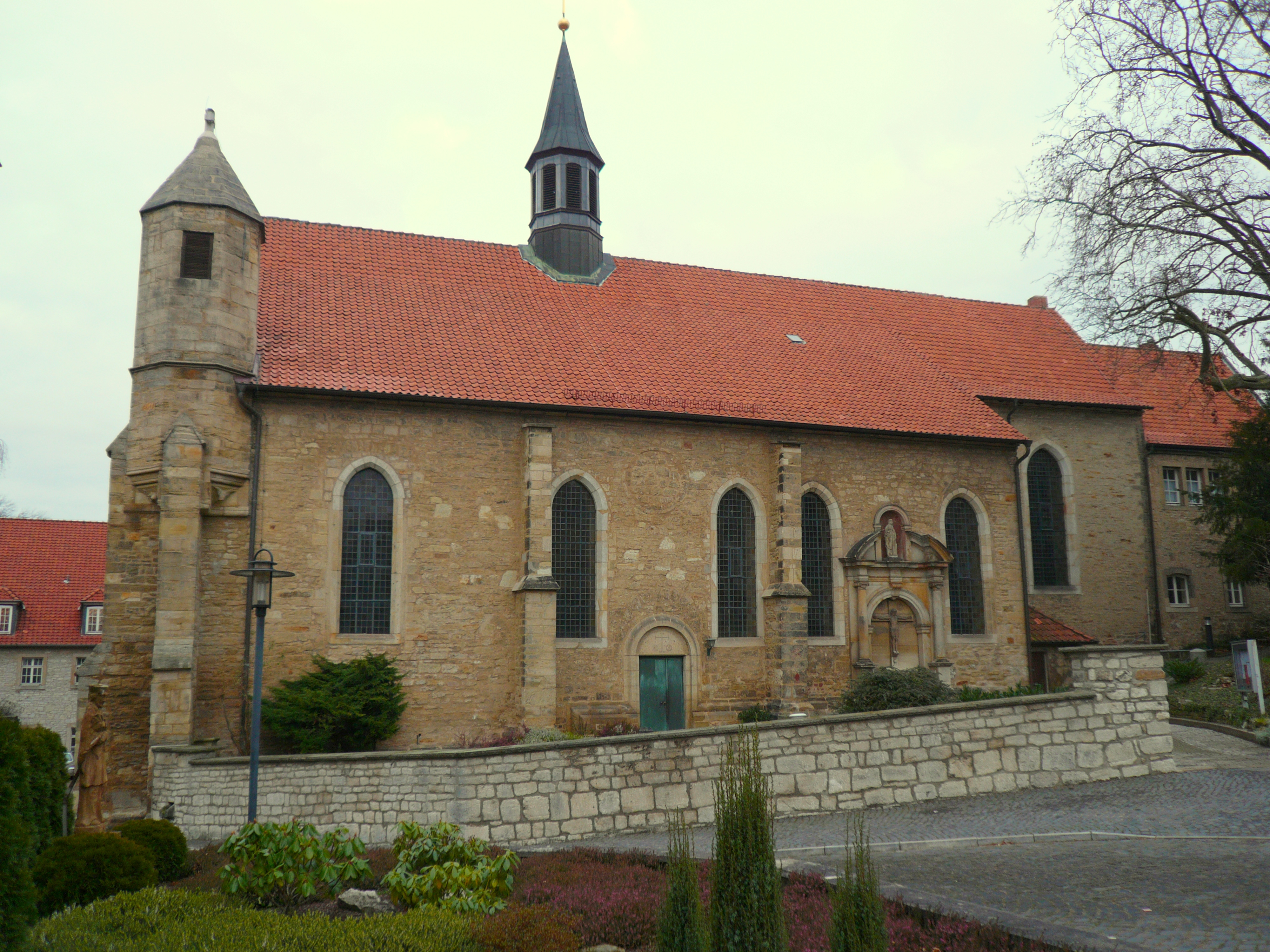
St. Magdalenakerk (13e-16e eeuw, in de 18e eeuw ingrijpend verbouwd)
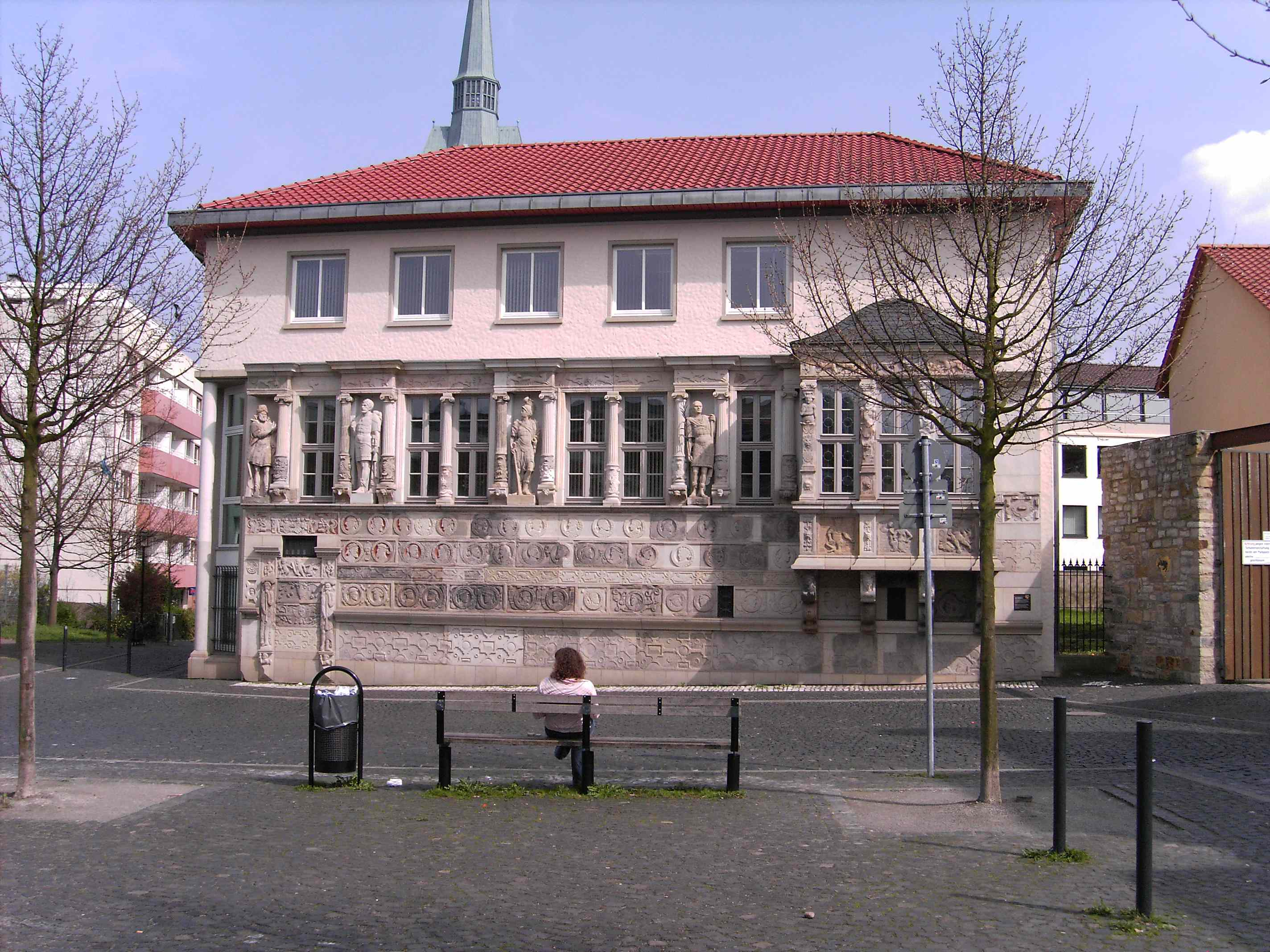
Het Kaiserhaus
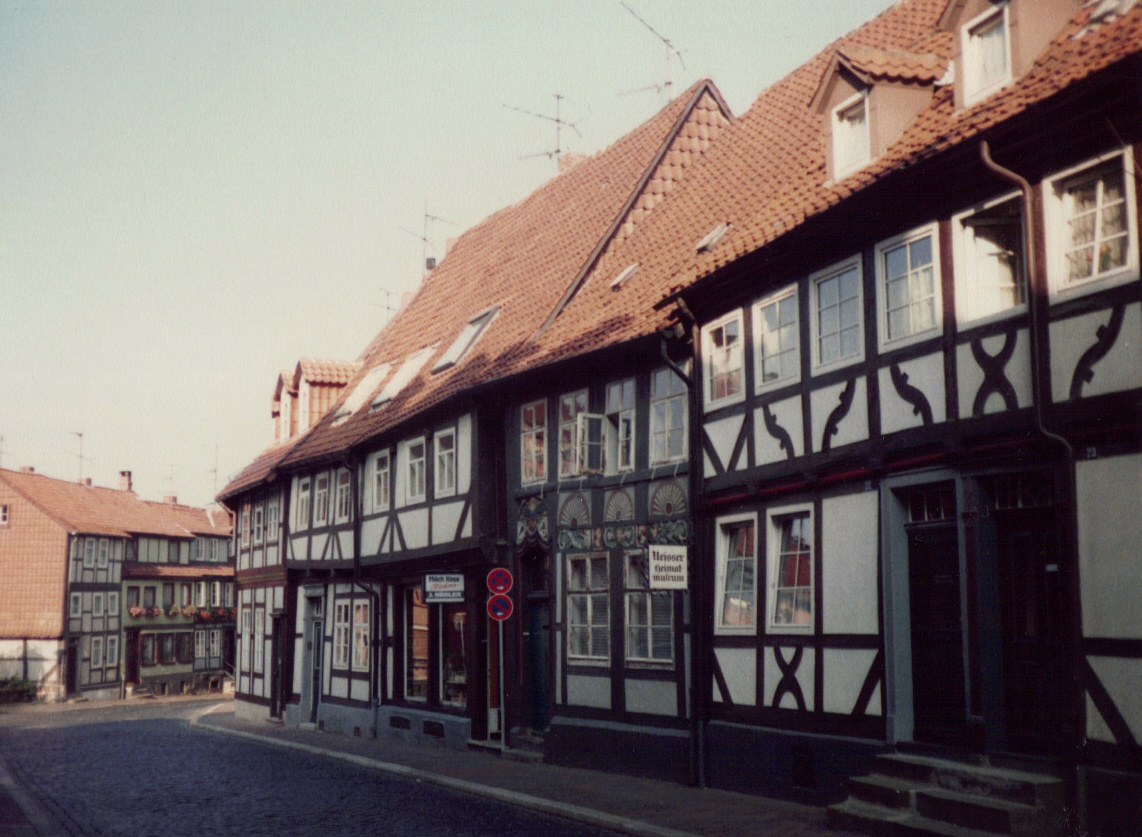
Het gerenoveerde Waffenschmiedehaus (1548)
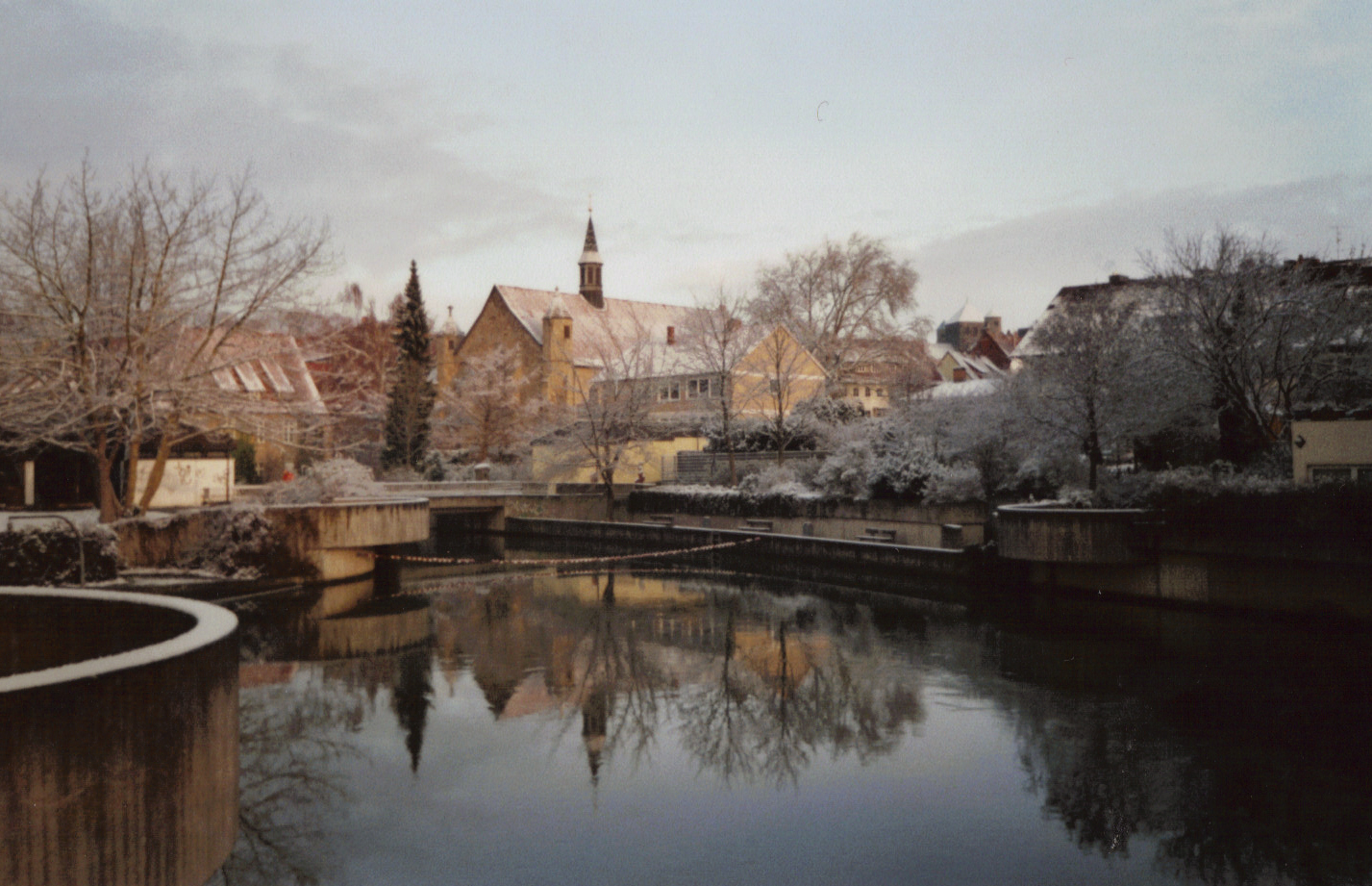
De Innerste in het centrum van Hildesheim
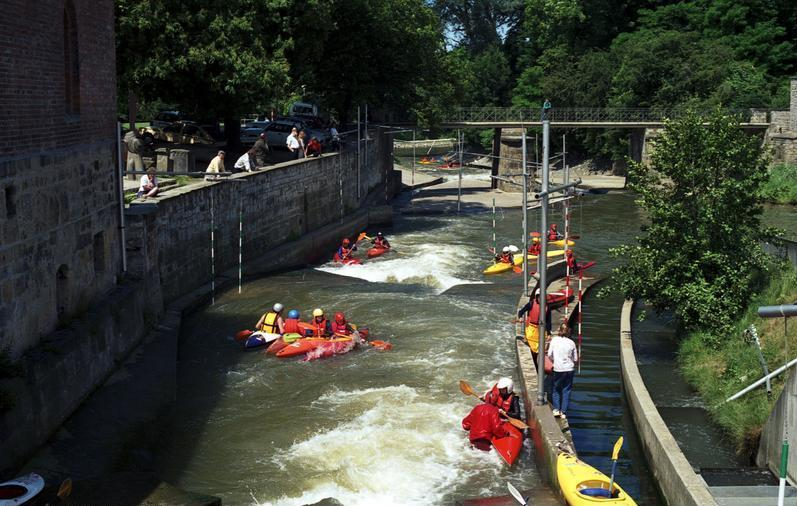
Wildwaterkano-traject op de Innerste in Hildesheim